# جائزة إيطاليا الكبرى 2003
جائزة إيطاليا الكبرى 2003 (بالإنجليزية: 2003 Italian Grand Prix)‏ هو سباق فورمولا 1 أقيم بتاريخ 14 سبتمبر 2003 في حلبة مونزا، إيطاليا. كان الرابع عشر من أصل 16 في بطولة العالم لسباقات الفورمولا واحد موسم 2003. حلّ الألماني مايكل شوماخر أولا بينما جاء الكولومبي خوان بابلو مونتويا في المركز الثاني وحصل على المركز الثالث البرازيلي روبنز باركيلو.

## الترتيب النهائي
| الترتيب | السائق             | النقاط |
| ------- | ------------------ | ------ |
| 1       | مايكل شوماخر       | 82     |
| 2       | خوان بابلو مونتويا | 79     |
| 3       | كيمي رايكونن       | 75     |
| 4       | رالف شوماخر        | 58     |
| 5       | روبنز باركيلو      | 55     |
| المصدر: |                    |        |